# Torre della Finanza (Codigoro)
La torre della Finanza, citata anche come torre di Guardia o di Volano, è una fortificazione sita sulla sponda sinistra del Po di Volano in località Volano, nel comune di Codigoro e all'interno del parco regionale del Delta del Po dell'Emilia-Romagna.
Costruita nella prima parte del XVIII secolo, aveva la funzione di controllare l'accesso delle imbarcazioni in entrata dal mare Adriatico all'arteria fluviale in direzione dell'entroterra ferrarese sino a Ferrara, sia a scopo difensivo che per esigere oneri doganali. La denominazione con cui è attualmente conosciuta si deve agli ultimi suoi inquilini, una caserma della Guardia di Finanza.

## Storia
Nel luogo dove ora sorge la località di Volano esisteva un porto che ricoprì una notevole importanza per l'economia della zona tra il V e il XII secolo, dall'epoca dell'Impero romano d'Occidente fino all'instaurarsi dello Stato della Chiesa e, sorgendo in quel periodo sul principale rampo del fiume Po, come accesso fluviale tra l'Adriatico e la Pianura Padana interna. Tuttavia con la rotta di Ficarolo del 1152 il corso principale si spostò verso settentrione e il progressivo interramento del ramo, che assunse la denominazione di Po di Volano, ne fece velocemente decadere la sua importanza come scalo commerciale, anche a causa dell'erosione marina non più contrastata dai sedimenti trasportati dalla corrente.

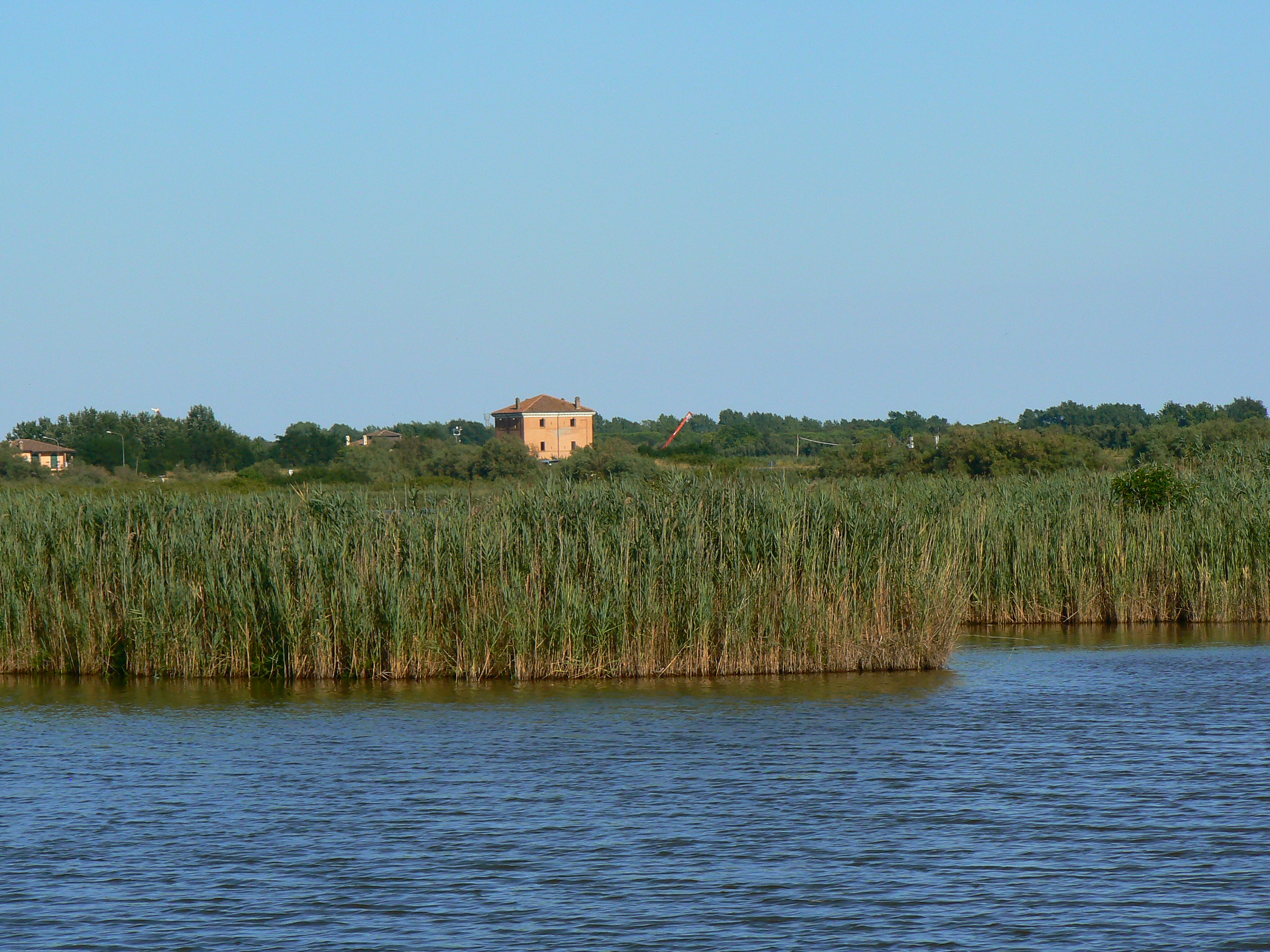
La torre della Finanza vista dall'oasi di Porticino.

A difesa del porto era sorta una torre costiera, presente in una carta geografica della zona risalente all'incirca al 1320, mentre altre fonti ne citano una seconda, commissionata da Ercole I d'Este, duca di Ferrara, Modena e Reggio, eretta nel 1482. Certo è che questa prima fortificazione subì gli effetti dell'erosione minandone le fondamenta. La successiva, commissionata dallo Stato della Chiesa, venne innalzata nel periodo 1684-87 nei pressi della foce del Po di Volano, fortificazione ritenuta necessaria, oltre ad esercitare il controllo dei traffici commerciali, per la difesa del territorio da possibili attacchi via mare, strutture che però, anche queste intaccate dall'erosione e in cattivo stato già prima della metà del XVII secolo, vennero distrutte da una burrasca (o mareggiata) nel 1729.
Nel frattempo, in loro sostituzione venne commissionata dal governo pontificio una nuova struttura, un solido edificio a pianta quadrata, costruito tra il 1739 e il 1741 si ipotizza su progetto di Giovanni Iacomelli, una Torre di Guardia inserita all'interno di un terrapieno a pianta stellata che sorse nei pressi della sponda sinistra del fiume, in una zona leggermente arretrata e spostata a occidente rispetto a quelle in rovina, atto ad ospitare un presidio doganale oltre che militare.
Dopo la presa di Roma, sul finire del 1870 la zona passò al Regno d'Italia così come il controllo militare sulla torre, diventata proprietà del demanio militare. Questa all'inizio del XX secolo accolse una caserma della Guardia di Finanza, sede di una brigata che successivamente si spostò nell'ex casa del Fascio, nella sede municipale di Codigoro. Rimasta sotto il demanio statale, venne restaurata e dai primi anni duemiladieci ospita sporadicamente manifestazioni culturali organizzate dall'amministrazione comunale.

## Descrizione
La struttura è una torre a base quadrata, poggiante su volte a botte e realizzata in laterizio, che si sviluppa su tre piani, dei quali uno parzialmente interrato, con murature esterne a scarpa.